# Coupe Mitropa 1985-1986
Navigation
Édition précédente Édition suivante
La Coupe Mitropa 1985-1986 est la quarante-cinquième édition de la Coupe Mitropa. Elle est disputée par quatre clubs provenant de quatre pays européens (Italie, Hongrie, Tchécoslovaquie et Yougoslavie). Le tournoi se déroule en Italie du 14 novembre 1895 au 17 novembre 1895.
La compétition est remportée par le club italien du Pise Calcio, qui bat en finale les Hongrois du Debrecen VSC sur le score de deux buts à zéro.

## Compétition

### Demi-finales
| Équipe 1     | Résultat | Équipe 2         | Date             | Lieu    |
| ------------ | -------- | ---------------- | ---------------- | ------- |
| Pise Calcio  | 1-0      | SK Sigma Olomouc | 14 novembre 1985 | Pise    |
| Debrecen VSC | 1-0      | NK Rijeka        | 14 novembre 1985 | Lucques |

### Match pour la troisième place
| Équipe 1  | Résultat | Équipe 2         | Date             | Lieu |
| --------- | -------- | ---------------- | ---------------- | ---- |
| NK Rijeka | 3-2      | SK Sigma Olomouc | 17 novembre 1985 | Pise |

### Finale
| Équipe 1    | Résultat | Équipe 2     | Date             | Lieu |
| ----------- | -------- | ------------ | ---------------- | ---- |
| Pise Calcio | 2-0      | Debrecen VSC | 17 novembre 1985 | Pise |